# Balloniscus insularum-infra-ventum
Balloniscus insularum-infra-ventum là một loài chân đều trong họ Balloniscidae. Loài này được Vandel miêu tả khoa học năm 1952.